# Styela canopus
Styela canopus är en sjöpungsart som först beskrevs av Savigny 1816.  Styela canopus ingår i släktet Styela och familjen Styelidae. Inga underarter finns listade i Catalogue of Life.